# NGC 2645
NGC 2645 is een open sterrenhoop in het sterrenbeeld Zeilen. Het hemelobject werd op 29 december 1834 ontdekt door de Britse astronoom John Herschel.

## Synoniemen
- OCL 754
- ESO 259-SC14